# Hans von Monbart
Hans Alexander Konstantin von Monbart (* 18. September 1838 in Benrath; † 20. April 1898 in Düsseldorf) war ein preußischer Generalleutnant.

## Leben

### Herkunft
Hans entstammte dem preußischen Adelsgeschlecht von Monbart und war ein Nachfahre des Oberzoll- u. Akziserates Ludwig von Monbart, der von Frankreich nach Danzig kam und die preußische Adelsanerkennung erhielt. Er war der Sohn von Julius von Monbart (1806–1880) und dessen Ehefrau Wilhelmina Louise, geborene Schaumburg (1806–1839). Sein Vater war Oberst z. D. und zuletzt Kommandeur des 4. Ulanen-Regiments in Thorn. Über seine Nichte, der Schriftstellerin Helene von Monbart (Künstlername Hans von Kahlenberg) war er mit den Marineoffizieren Georg Alexander von Müller und Ludolf von Uslar verwandt.

### Militärlaufbahn
Monbart trat nach seinem Abitur am 1. Oktober 1855 als Dreijährig-Freiwilliger in das 16. Infanterie-Regiment der Preußischen Armee in Minden ein. Zum Portepeefähnrich wurde er am 21. Juni 1856 befördert, nachdem sein Bataillon inzwischen nach Düsseldorf verlegt worden war. Nachdem die Garnison nach Köln verlegt worden war, folgte am 19. September 1857 seine Beförderung zum Sekondeleutnant. Vom 19. Juni bis zum 28. August 1859 und vom 15. Oktober bis zum 20. Januar 1860 war er zur Dienstleistung beim III. Bataillon des 4. Garde-Landwehr-Regiments in Düsseldorf abkommandiert.
Durch eine A. K. O. vom 5. Mai 1860 wurde aus den drei Landwehr-Stamm-Bataillonen des Regiments – Soest, Iserlohn und Meschede – sowie einer starken Abgabe aus den drei Regimentsbataillonen das 16. kombinierte Infanterie-Regiment formiert. Monbart wurde am 1. Juli in dieses Regiment versetzt. Durch eine weitere A. K. O. vom 4. Juli 1860 wurde die Benennung des Regiments in 7. Westfälisches Infanterie-Regiment Nr. 56 geändert. In dem Jahr, in welchem die Garnisonen des Regiments nach Köln verlegt wurden, wurde er zum Premierleutnant befördert. Als Kompanieführer war er vom 1. bis zum 16. Juni 1864 dem Landwehr-Übungs-Bataillon in Meschede zugeteilt. Zur Militär-Turnanstalt in Berlin war er vom 1. Oktober 1864 bis zum 1. April 1865 abkommandiert gewesen. Im Deutschen Krieg nahm er als Teil seines in der Elbarmee kämpfenden Regiments an der Schlacht bei Königgrätz und dem Gefecht bei Münchengrätz teil. Mit seiner Beförderung zum Hauptmann am 10. Februar 1870 ernannte man ihn zum Kompaniechef. Während des Krieges gegen Frankreich nahm Monbart vom 19. bis 26. August und 31. August bis 27. Oktober 1870 an der Einschließung von Metz, der Beobachtung von Diedenhofen, den Schlachten bei Vionville–Mars-la-Tour, Gravelotte-St. Privat, Beaune-la-Rolande und Le Mans, sowie den Gefechten bei Les Grandes-Tapes der Kirche von Woippy, Ladon, Vendôme, Montoire, La Chartre-sur-le-Loir, Chahaignes, Brives und Laval teil. In der Schlacht bei Vionville–Mars-la-Tour wurde er durch einen Schuss in die linke Hand, Streifschuß am linken Unterarm und eine Contusion des rechten Fußes durch einen Granatsplitter verwundet. Durch einen Schuss durch die rechte Schulter wurde er in der Schlacht bei Beaune-la-Rolande nochmals verwundet. Des Weiteren fungierte er vom 9. bis zum 19. Januar 1871 als Führer des I. Bataillons seines Regiments.
Mit seiner Beförderung wurde Monbart am 14. Februar 1880 als überzähliger Major in das Infanterie-Regiment „Prinz Friedrich der Niederlande“ (2. Westfälisches) Nr. 15 nach Minden versetzt. Bei diesem wurde er am 15. Dezember 1881 etatmäßiger Major und am 10. Mai 1884 zum Bataillonskommandeur ernannt. Nach Hamburg zum 2. Hanseatischen Regiment Nr. 76 wurde er mit seiner Beförderung zum Oberstleutnant am 14. Mai 1887 versetzt und hier zum etatmäßigen Stabsoffizier ernannt. Am 19. November 1889 wurde Monbart zum Oberst befördert und zum Kommandeur des 3. Niederschlesischen Infanterie-Regiments Nr. 50, das in Rawitsch und Lissa stationiert war, ernannt. Unter Stellung à la suite des 1. Badischen Leib-Grenadier-Regiments Nr. 109 wurde er am 8. Januar 1890 nach Württemberg zwecks Übernahme des Kommandos des Grenadier-Regiments „König Karl“ (5. Württembergisches) Nr. 123 in Ulm kommandiert. Zum Generalmajor befördert, wurde Monbart am 27. Januar 1893 zu den Offizieren à la suite der Armee versetzt und zwei Tage später zum Kommandeur der ebenfalls in Ulm stationierten 54. Infanterie-Brigade ernannt.
In Genehmigung seines Abschiedsgesuches wurde Monbart unter Verleihung des Charakters als Generalleutnant mit der gesetzlichen Pension am 30. März 1895 zur Disposition gestellt. Er verbrachte seinen Lebensabend in Düsseldorf.

### Familie
Monbart hatte sich am 2. Mai 1876 in Düsseldorf mit Dorothea von Vietsch (1857–1917) verheiratet. Aus der Ehe ging der spätere Regierungspräsident in Kassel Konrad von Monbart hervor.

## Veröffentlichungen
- Aus ernster Zeit. Erinnerungen aus dem Feldzuge 1870-71. 1896.

## Auszeichnungen
- Roter Adlerorden II. Klasse mit Eichenlaub und Schwertern am Ring[5]
- Kronen-Orden II. Klasse mit Schwertern am Ringe[5]
- Eisernes Kreuz I. Klasse[5]
- Ehrenkreuz II. Klasse des Lippischen Hausordens[5]
- Komtur des Friedrichs-Ordens II. Klasse[5]

## Verweise